# Ivo von Chartres

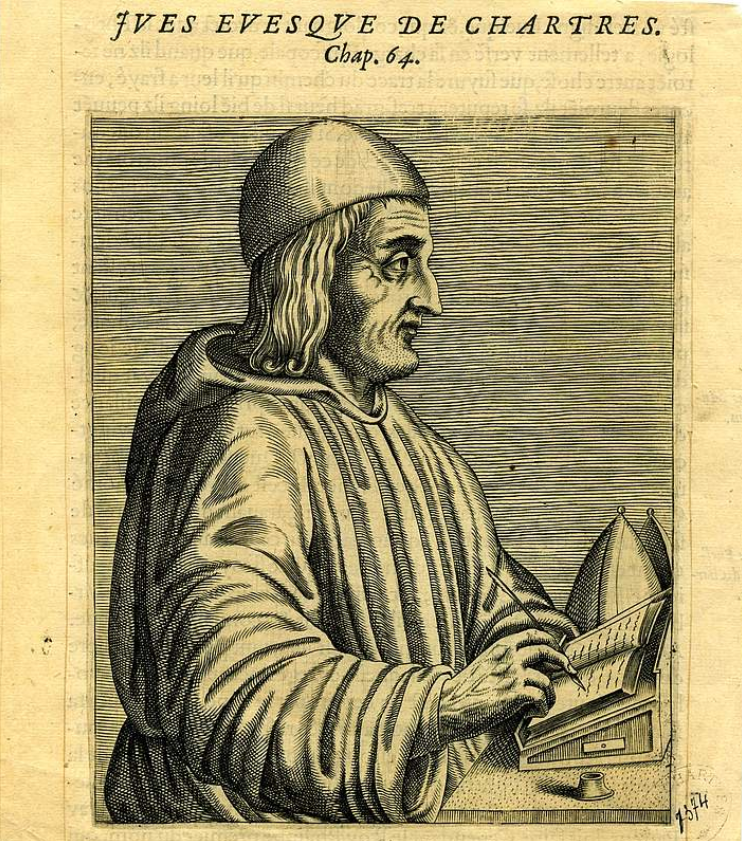
Ivo von Chartres (1584)

Ivo von Chartres, französisch Yves de Chartres (* um 1040 vermutlich in Chartres; † 23. Dezember 1115 in Chartres) war ein französischer Kirchenreformer und Bischof von Chartres. Er wird als Heiliger verehrt.

## Leben
Ivo stammte aus vergleichsweise bescheidenen Verhältnissen und wurde vermutlich um 1040 in oder bei Chartres geboren. Seine erste Präbende hatte er in Nesle in der Picardie inne. Laut Robert von Torigny soll er in Bec Schüler Lanfranks gewesen sein. Als erster Abt leitete er das 1067 gegründete Chorherrenstift St. Quentin in Beauvais. In dieser Zeit beschäftigte er sich mit theologischen und kanonistischen Fragen; seine Lehrtätigkeit machten St. Quentin zu einem wichtigen Zentrum der Gelehrsamkeit im späten 11. Jahrhundert.
Im Jahr 1090 wurde Ivo zum Bischof von Chartres gewählt, von König Philipp I. von Frankreich investiert und von Papst Urban II. in Capua geweiht. Vor allem in den ersten Jahren war er in mehrere Konflikte mit seinem Metropoliten Richer von Sens, dem örtlichen Adel, König Philipp und dem päpstlichen Legaten Hugo von Lyon verwickelt. Ein langanhaltender Konflikt betraf die Ehe des Königs: Nachdem Philipp seine Frau Bertha von Holland verstoßen und Bertrade von Anjou geheiratet hatte, weigerte sich Ivo, diese Verbindung als Ehe anzuerkennen.
Ivo schrieb als Bischof von Chartres zahlreiche Briefe, in denen er insbesondere zu den kirchenpolitischen Konflikten der Zeit sowie theologischen und kirchenrechtlichen Fragen Stellung bezog; Abschriften dieser Briefe zirkulierten bereits zu seinen Lebzeiten in Frankreich, England und Italien. Besonders bekannt sind Ivos Briefe zu verschiedenen umstrittenen Bischofswahlen, zur Eucharistie, zur Erlaubtheit der Investitur und zu den (begrenzten) Rechten päpstlicher Legaten.
Im Investiturstreit vertrat Ivo eine moderate Position, die auch auf seinen Ideen beruhende Lösung des Streits durch das Wormser Konkordat 1122 erlebte er jedoch nicht mehr.
Ivo gilt als wichtiger Wegbereiter der klassischen Entwicklung der hochmittelalterlichen Scholastik und Kanonistik.
Der Zeitpunkt seiner Heiligsprechung ist unbekannt, sein Gedenktag ist der 23. Dezember.

## Werke
Ivo hat ein umfangreiches Werk hinterlassen, darunter zahlreiche Predigten, Traktate und annähernd 300 Briefe; traditionell werden ihm vier Kanones-Sammlungen zugeschrieben.

### Collectio Tripartita A
Die Tripartita besteht aus drei Teilen. Die ersten beiden Teile werden zusammen als A bezeichnet; sie wurden um das Jahr 1094 kompiliert und sind damit deutlich älter der B genannte dritte Teil der Sammlung (siehe unten). Teil A ist in weiten Teilen chronologisch geordnet und enthält echte und falsche Papstbriefe und Konzilsbeschlüsse (v. a. aus Pseudoisidor), Auszüge aus patristischen Werken sowie römisches und fränkisches Recht. Ivos Autorschaft ist nicht nachweisbar, aber er muss die Sammlung gekannt haben.

### Decretum
Das Decretum entstand um 1095. Es ist in 17 Bücher mit 3760 Kapiteln gegliedert und umfasst nahezu das gesamte Gebiet des kanonischen Rechts. Die Kanones sind Dekretalen, Konzilsbeschlüssen, Schriften der Kirchenvätern, dem römischen Recht und anderen normativen Texten entnommen. Das Decretum hängt vom Liber decretorum des Burchard von Worms, Teil A der Tripartita sowie zahlreichen kleineren Sammlungen ab. Ivo fügte viele patristische Texte in seine Sammlung ein, die sich in keiner früheren Kirchenrechtssammlung finden. Besonders sorgfältig ausgearbeitet sind die Bücher zu den Sakramenten. Ivos Autorschaft gilt als gesichert, in seinen Briefen zitiert er ab 1095 regelmäßig aus dem Decretum.

### Panormia
Die dritte Sammlung, Panormia genannt, entstand nach dem Decretum (aber vor ca. 1120) und wurde seit dem 12. Jahrhundert oft Ivo zugeschrieben; seine Autorschaft ist aber nicht nachweisbar. In seinen Briefen zitiert Ivo viele Kanones, aber nicht aus der Panormia. Diese besteht aus acht Büchern mit 1038 Kapiteln und ist im Wesentlichen eine gekürzte Version des Decretum. Sie ist vergleichsweise kurz und ihre innere Ordnung gestattete das rasche Auffinden der gesuchten Stelle. Vermutlich deshalb fand die Sammlung sehr weite handschriftliche Verbreitung. Erstmals 1499 erschien das Werk in Basel auch im Druck. 

### Collectio Tripartita B
Wie die Panormia ist die Tripartita B genannte Sammlung im Wesentlichen eine verkürzte Version des Decretum. Die Sammlung wurde nach 1095 angelegt und mit der Tripartia A zu einem Werk vereint. Es ist möglich, dass Ivo an der Kompilation beteiligt war. Keine heute physisch vollständige Handschrift enthält nur Tripartita A oder nur Tripartita B, obwohl beide separat angelegt wurden und eine Zeit lang auch separat existiert haben müssen. Die Tripartita ist in zwei Fassungen erhalten und mit rund 30 erhaltenen Handschriften eine relativ weit verbreitete Sammlung. Unter anderem nutzte Gratian sie für sein Decretum.

### Briefe
Bereits in St. Quentin und vor allem als Bischof von Chartres schrieb Ivo zahlreiche Briefe, von denen 288 erhalten sind. Einzelne Briefe und Sammlungen derselben zirkulierten bereits zu seinen Lebzeiten in Frankreich, aber auch England, Deutschland und Italien. Vermutlich kurz nach seinem Tod wurden zwei große Sammlungen angelegt, in denen beinahe alle heute bekannten Briefe enthalten sind und die im Laufe des 12. Jahrhunderts sehr häufig abgeschrieben wurden. Bis heute haben sich etwa 150 mittelalterliche Abschriften erhalten; Ivos Briefsammlung ist damit eine der am weitesten verbreiteten des gesamten Mittelalters.
Die erhaltenen Briefe behandeln sehr unterschiedliche Themen, u. a. Ivos Urteile und Meinungen zu den Ehen verschiedener Adeliger, zum Verständnis der Eucharistie und immer wieder zu verschiedenen umstrittenen Bischofswahlen.